# Prasa (maszyna)

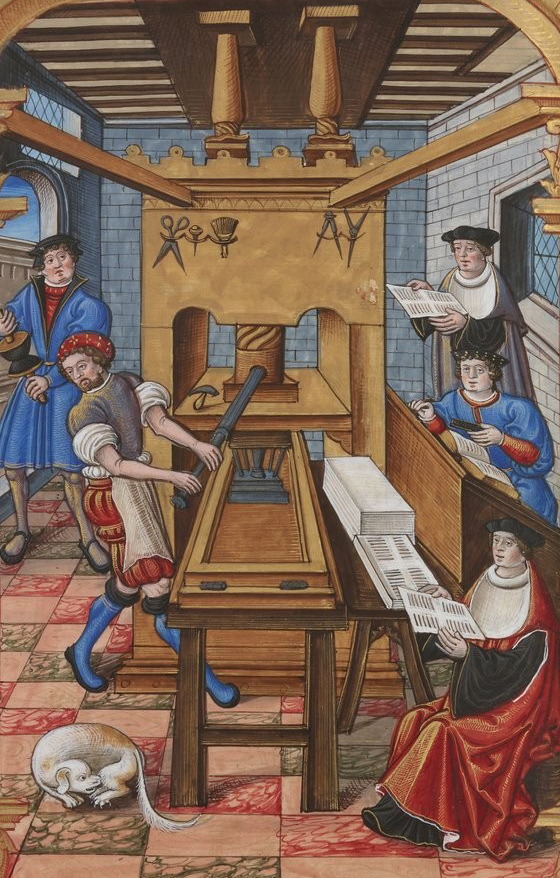
Prasa drukarska z XV wieku

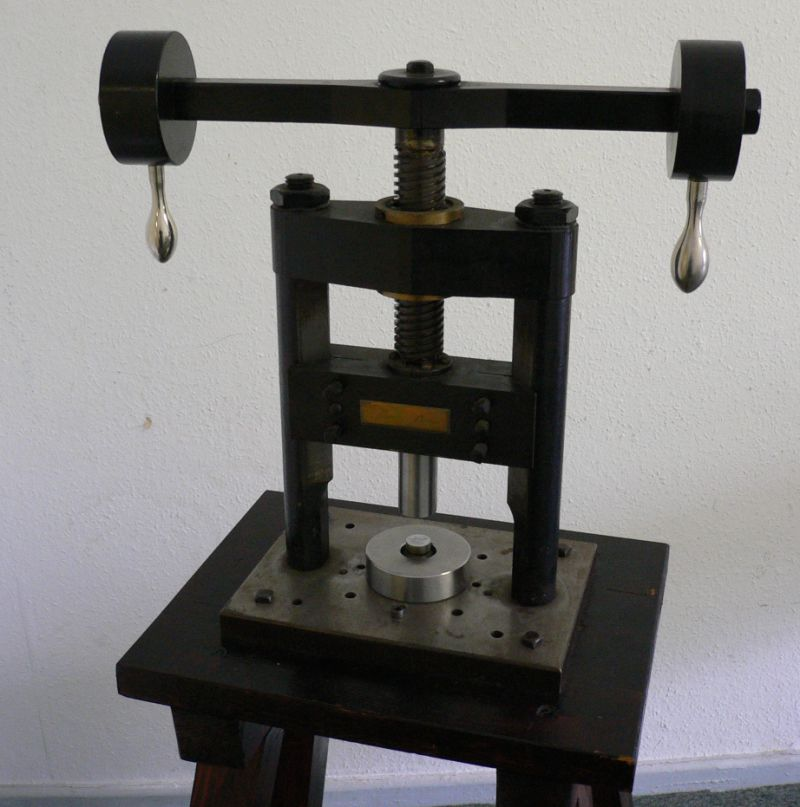
Prasa śrubowa ręczna, tzw. balansówka

Prasa (łac. pressare „tłoczyć”) – maszyna robocza, której działanie polega na wywieraniu nacisku (również zgniatania, prasowania) na przedmiot umieszczony pomiędzy jej elementami roboczymi.

## Rodzaje pras (ze względu na sposób napędu)
- z napędem elektromagnetycznym
- pneumatyczne
- hydrauliczne
- mechaniczne
  - dźwigniowe
  - kolanowe
  - korbowe
  - mimośrodowe
  - śrubowe
    - ręczne („balansówki”)
    - mechaniczne (cierne)

  - klinowe
  - krzywkowe
  - zębatkowe
  - ślimakowe

## Prasy specjalistyczne
- w rolnictwie i przetwórstwie – prasa (maszyna rolnicza):
  - zbierające
  - olejarskie
  - wysłodkowe
- w poligrafii:
  - korektowe
  - drukarskie
- w inżynierii środowiska (odwadnianie osadów) – prasa (inżynieria środowiska):
  - prasa komorowa
  - prasa taśmowa
  - prasa śrubowa

- inne:
  - wulkanizacyjne
  - zgrzewalnicze
    - zgrzewarka garbowa

  - nitownicze
  - montażowe
  - krawędziowe (krawędziarki)